# Csillagszóró

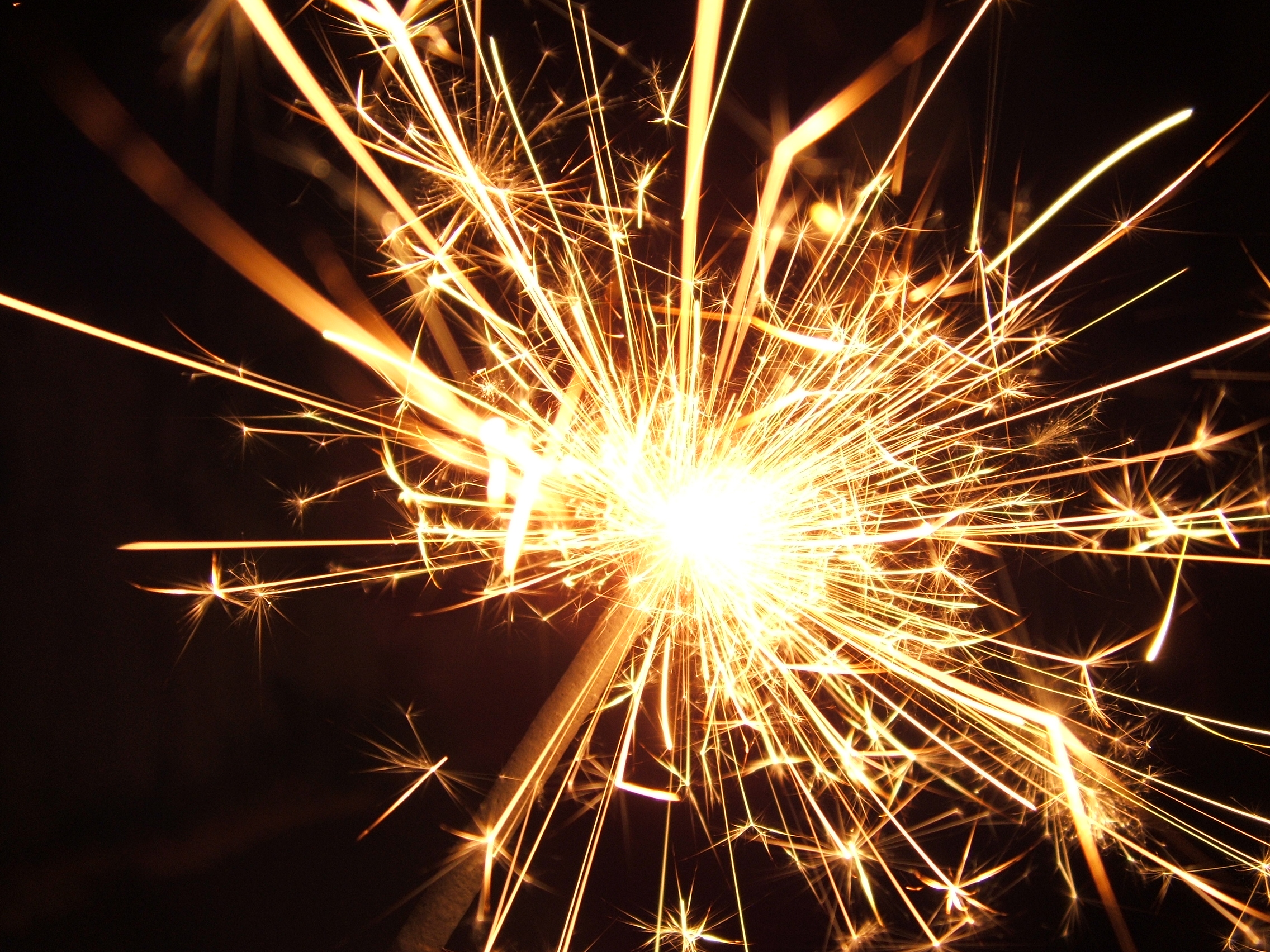

A csillagszóró a háztartási pirotechnikai eszközök egyike. 
Házi tűzijátéknak is nevezik: a kis szikrák olyan formát öltenek, mint egy az égen éppen eldurranó tűzijáték.

## Előállítás
Otthoni készítés esetén bárium-nitrátot, keményítőt, vasreszeléket és alumíniumport kevernek össze langyos vízzel. Így „szósz” állagú masszát kapnak, ebbe mártják az acéldrótot, és egy napig hagyják száradni.
Gyártásnál bárium-nitrátot, alumíniumot, vasat, resinoxot használnak.